# Cernăuca, Noua Suliță
Cernăuca (în ucraineană Чорнівка, transliterat: Ciornivka, în rusă Черновка, transliterat: Cernovka și în germană Czernowka) este un sat reședință de comună în raionul Noua Suliță din regiunea Cernăuți (Ucraina). Are 2,364 locuitori, preponderent  ucraineni (ruteni).
Satul este situat la o altitudine de 240 metri, în partea de nord-vest a raionului Noua Suliță. El se află la o distanță de 22 km nord-est de orașul Cernăuți.

## Istorie
Localitatea Cernăuca a făcut parte încă de la înființare din regiunea istorică Bucovina a Principatului Moldovei. Este atestată documentar pentru prima dată la 5 aprilie 1412, intr-un uric de danie al lui Alexandru cel Bun catre un boier pe nume Giurca Dragotescul.
În a doua jumătate a secolului al XVII-lea, moșia satului s-a aflat în proprietatea familiei lui Ion Neculce, cronicarul moldovean. Vistierul Neculce, tatăl cronicarului s-a căsătorit în anul 1670 cu Catrina, fiica boierului Iordache Cantacuzino, unul dintre cei mai bogați boieri din Moldova secolului al XVII-lea. Ca zestre de nuntă, Catrina a primit 21 moșii, printre care și câteva sate din nordul Moldovei (Boian, Cernăuca, Valeva, Chisălău, Pohorlăuți, Prelipcea, Bocicăuți, Grozinți, Vasileuți, a patra parte din satul Lehăcenii Teutului) . În anul 1702, vel aga Ion Neculce împarte moștenirea de la mama sa cu surorile sale, moșia Cernăuca trecând astfel la una dintre surorile lui Neculce .
În perioada următoare, moșia Cernăuca a aparținut familiei boierești Hurmuzachi, înrudite cu familia vornicului Ion Neculce . Ca urmare a unei datorii, moșia a trecut în anul 1741 de la Mihalache Luca la Ștefăniță Sturdza. Mihalache Luca s-a angajat pe post de consilier la Sandu Sturza (tatăl lui Ștefăniță Sturdza) pentru a-și plăti datoria. În anul 1765, el a cerut restituirea moșiei. Domnitorul Grigore Ghica Vodă a format un comitet de patru boieri care a declarat că în cei 24 de ani cât a lucrat la boierii Sturdza, datoria lui Mihalache Luca s-a stins. Domnitorul a hotărât printr-un document din 15 martie 1765 ca moșia Cernăuca să trecaă în proprietatea lui Ștefan Luca (tatăl lui Mihalache Luca).
În același an, 1765, medelnicerul Constantin Hurmuzachi cumpără moșia satului de la Ștefan Luca (fratele mamei sale) cu 1.000 ducați .
În ianuarie 1775, ca urmare a atitudinii de neutralitate pe care a avut-o în timpul conflictului militar dintre Turcia și Rusia (1768-1774), Imperiul Habsburgic (Austria de astăzi) a primit o parte din teritoriul Moldovei, teritoriu cunoscut sub denumirea de Bucovina. După anexarea Bucovinei de către Imperiul Habsburgic în anul 1775, localitatea Cernăuca a făcut parte din Ducatul Bucovinei, guvernat de către austrieci, făcând parte din districtul Sadagura (în germană Sadagora).
Familia Hurmuzachi a așezat Cernăuca în centrul vieții culturale și politice a Bucovinei. Un membru proeminent al familiei a fost Doxachi Hurmuzachi (1782-1857). Acesta se născuse în satul Horodiștea din regiunea Dorohoi, în familia medelnicerului Constantin Hurmuzachi și a soției sale, Ruxanda. Părinții săi s-au mutat în anul 1804 în Bucovina, la moșia din Cernăuca, pe care familia o deținea din jurul anului 1680. Doxachi s-a căsătorit în anul 1810 cu Iuliana Murguleț, fiica stolnicului Iordache Murguleț din satul Mihalcea și au avut împreună 12 copii, din care 7 copii au trecut de vârsta copilăriei: Constantin, Eudoxiu, Gheorghe, Alexandru, Nicolae, Eufrosina și Eliza.
Doxachi a intrat în posesia moșiei după moartea mamei sale, renunțarea la drepturi în favoarea lui de către frații săi și un schimb de moșii cu sora lui, Nastasia Vasilco. El deținea astfel 1500 hectare de teren și 1500 hectare de pădure. În jurul anului 1825, Doxachi Hurmuzachi a construit în centrul satului un conac boieresc (care mai târziu a devenit școală), înconjurat de un parc cu specii rare de arbori. Ca urmare a faptului că biserica de lemn se ruinase, el a ridicat în același an o biserică de piatră în apropiere de conac, biserica fiind sfințită la 6 noiembrie 1825 de către episcopul Isaia Băloșescu al Bucovinei.
În secolul al XIX-lea, casa familiei Hurmuzachi a devenit locul de întâlnire al literaților moldoveni, aici poposind personalități ca Aron Pumnul, Andrei Șaguna, George Barițiu, Vasile Alecsandri, Mihail Kogălniceanu. În zilele de 24-25 mai 1847, pianistul Franz Liszt a dat un concert acolo. Doxachi Hurmuzachi a menținut legături strânse cu ambasadele din Austria și Moldova. Conacul familiei Hurmuzachi a fost transformat în muzeu în octombrie 1999.
Având datorii de 30.000 florini la Viena, Doxachi Hurmuzachi a lăsat la 1 iunie 1850 moșia Cernăuca copiilor săi (Constantin, Eudoxiu, Gheorghe, Alexandru, Neculai și Eliza). Eufrosina, care a fost căsătorită cu baronul de origine greacă Petru Petrino, primise ca zestre de nuntă în anul 1846 o parte în bani nu a revendicat moșia. Moșia Cernăuca a devenit proprietate indivizibilă a celor șase frați, care se obligau să plătească părinților săi o rentă anuală de 5.000 florini. La moartea unuia dintre părinți, renta urma să fie înjumătățită. Copiii lui Doxachi se angajau să plătească datoria de 30.000 florini .
Ca urmare a faptului că ceilalți copii erau plecați în diferite locuri, Gheorghe Hurmuzachi s-a ocupat de administrarea moșiei Cernăuca. La 16 februarie 1854, s-a hotărât ca frații să-și cedeze drepturile de proprietate către Gheorghe, astfel: Constantin a renunțat la partea sa pentru 800 galbeni, Alexandru - pentru 9000 galbeni, Nicolae și Eliza pentru aceeași sumă. Ulterior, Eudoxiu și-a cedat partea sa la 23 decembrie 1855 pentru 7000 galbeni. Pentru a plăti datoriile făcute de el pentru a dobândi tatalui Break, de asemenea, el a imprumuta 60000 florini religioase de la fondul de la Cernăuți.
Constrâns la rândul său de datorii (atât față de frații săi, cât și de datoriile acumulate de tatăl său), Gheorghe Hurmuzachi a vândut moșia Cernăuca la 31 decembrie 1867 către baronul Petru Petrino, cumnatul său și tatăl viitorului poet Dimitrie Petrino. Acesta a vândut în același an moșia Rujnița din zona Bălți (Basarabia) și s-a mutat la Cernăuca. El s-a ocupat de renovarea bisericii, care a fost resfințită la 30 ianuarie 1870 de către episcopul Eugenie Hacman. În anul 1891, Petru Petrino moare și moșia Cernăuca trece la fiul său, Alexandru. Acesta vinde moșia la 4 mai 1892 pentru 655.000 florini către negustorul galițian Bernard Rosenschtock.
După Unirea Bucovinei cu România la 28 noiembrie 1918, satul Cernăuca a făcut parte din componența României, în Plasa Prutului a județului Cernăuți. Pe atunci, majoritatea populației era formată din ucraineni, existând și o comunitate de români.
Ca urmare a Pactului Ribbentrop-Molotov (1939), Bucovina de Nord a fost anexată de către URSS la 28 iunie 1940, reintrând în componența României în perioada 1941-1944. Apoi, Bucovina de Nord a fost reocupată de către URSS în anul 1944 și integrată în componența RSS Ucrainene.
Începând din anul 1991, satul Cernăuca face parte din raionul Noua Suliță al regiunii Cernăuți din cadrul Ucrainei independente. Conform recensământului din 1989, numărul locuitorilor care s-au declarat români plus moldoveni era de 18 (3+15), reprezentând 0,74% din populație . În prezent, satul are 2.364 locuitori, preponderent ucraineni.

## Demografie
Componența lingvistică a comunei Cernăuca
     Ucraineană (98,43%)
     Alte limbi (1,52%)
Conform recensământului din 2001, majoritatea populației comunei Cernăuca era vorbitoare de ucraineană (98,43%), existând în minoritate și vorbitori de alte limbi.
1930: 2.589 (recensământ) 
1989: 2.442 (recensământ)
2001: 2.340 (recensământ)
2007: 2.364 (estimare)

### Recensământul din 1930
Componența etnică a comunei Cernăuca (județul Cernăuți)
     Români (11,24%)
     Ruteni (75,51%)
     Polonezi (7,41%)
     Ruși (2%)
     Evrei (2,74%)
     Germani (1%)
     Cehi/Slovaci (0,1%)
Componența confesională a comunei Cernăuca
     Ortodocși (84,08%)
     Romano-catolici (9,15%)
     Greco-catolici (3,82%)
     Mozaici (2,85%)
     Evanghelici\Luterani (0,1%)
Conform recensământului efectuat în 1930, populația comunei Cernăuca se ridica la 2.589 locuitori. Majoritatea locuitorilor erau ruteni (75,51%), cu o minoritate de români (11,24%), una de polonezi (7,41%), una de evrei (2,74%), una de ruși (2,00%), una de germani (1,00%), și una de cehi\slovaci (0,1%). Din punct de vedere confesional, majoritatea locuitorilor erau ortodocși (84,08%), dar existau și romano-catolici (9,15%), greco-catolici (3,82%), mozaici (2,85%) și evanghelici\luterani (0,1%). 

## Personalități
- Doxachi Hurmuzachi (1782-1857) - căminar, vel agă și apoi vornic, proprietar al moșiei, patriot român
- Eudoxiu Hurmuzachi (1812-1874) - istoric, om politic și patriot român care a luptat pentru drepturile românilor din Imperiul Habsburgic
- Alexandru Hurmuzaki (1823-1871) - publicist și om politic român, membru fondator al Societății Academice Române (1867), a fost unul dintre fruntașii mișcării naționale din Bucovina
- Nicolae Hurmuzaki (1826-1909) - om politic român, membru de onoare a Academiei Române
- Constantin N. Hurmuzaki (1863-1937) - entomolog român, membru de onoare al Academiei Române (1919)

## Obiective turistice
- Conacul familiei Hurmuzachi de la Cernăuca - înconjurat de un parc englezesc. În acest conac a trăit mai mult de jumătate de secol Doxachi Hurmuzachi.
- Biserica "Sfinții Arhangheli Mihail și Gavril" din Cernăuca - construită de Doxachi Hurmuzachi în vecinătatea curții boierești a familiei Hurmuzachi și care a fost sfințită la 6 noiembrie 1825.

În curtea bisericii se află mormintele următoarelor rude ale familiei Hurmuzachi:
- - vistiernicul Doxachi Hurmuzachi (n. 1782 - d. aprilie 1857)
  - Iuliana Hurmuzachi (n. 1796 - d. 17 ianuarie 1858), soția lui Doxachi
  - medelnicereasa Ruxanda Hurmuzachi (d. 12 august 1818), mama lui Doxachi
  - stolnicul Iordache Murguleț (d. 25 octombrie 1818), socrul lui Doxachi
  - baroneasa Eufrosina Petrino, născută Hurmuzachi (n. 1819 - d. 14 februarie 1891), fiica lui Doxachi
  - baronul Aramis Petrino (n. 1816 - d. 1 februarie 1891), soțul Eufrosinei, proprietar al moșiei Cernăuca

- Mormântul lui Eudoxiu Hurmuzachi - străjuit de o troiță ridicată la 60 de ani de la moartea patriotului bucovinean. Deoarece se afla într-o stare avansată de degradare, aceasta a fost refăcută în anul 2005 cu sprijinul primarului municipiului Rădăuți, Mihai Frunză [9]. Pe troiță au fost săpate cuvintele "Aici odihnește Eudoxiu Hurmuzachi, n.1812–m.1874, liberator al Bucovinei și marele istoric al României".